# Приморский трамвайно-троллейбусный музей
Приморский трамвайно-троллейбусный музей (англ. Seashore Trolley Museum) — один из старейших и крупнейших музеев в США, посвящённых городскому электротранспорту. Находится на северной окраине городка Кеннебанкпорт в штате Мэн. Помимо трамваев и троллейбусов в коллекции музея есть много метропоездов, автобусов и пригородных вагонов (интерурбанов). Владельцем и оператором музея является Сообщество истории электрических дорог Новой Англии. Из более чем ста пятидесяти имеющихся у музея вагонов десять были в 1980 году внесены в Национальный реестр исторических мест.

## История

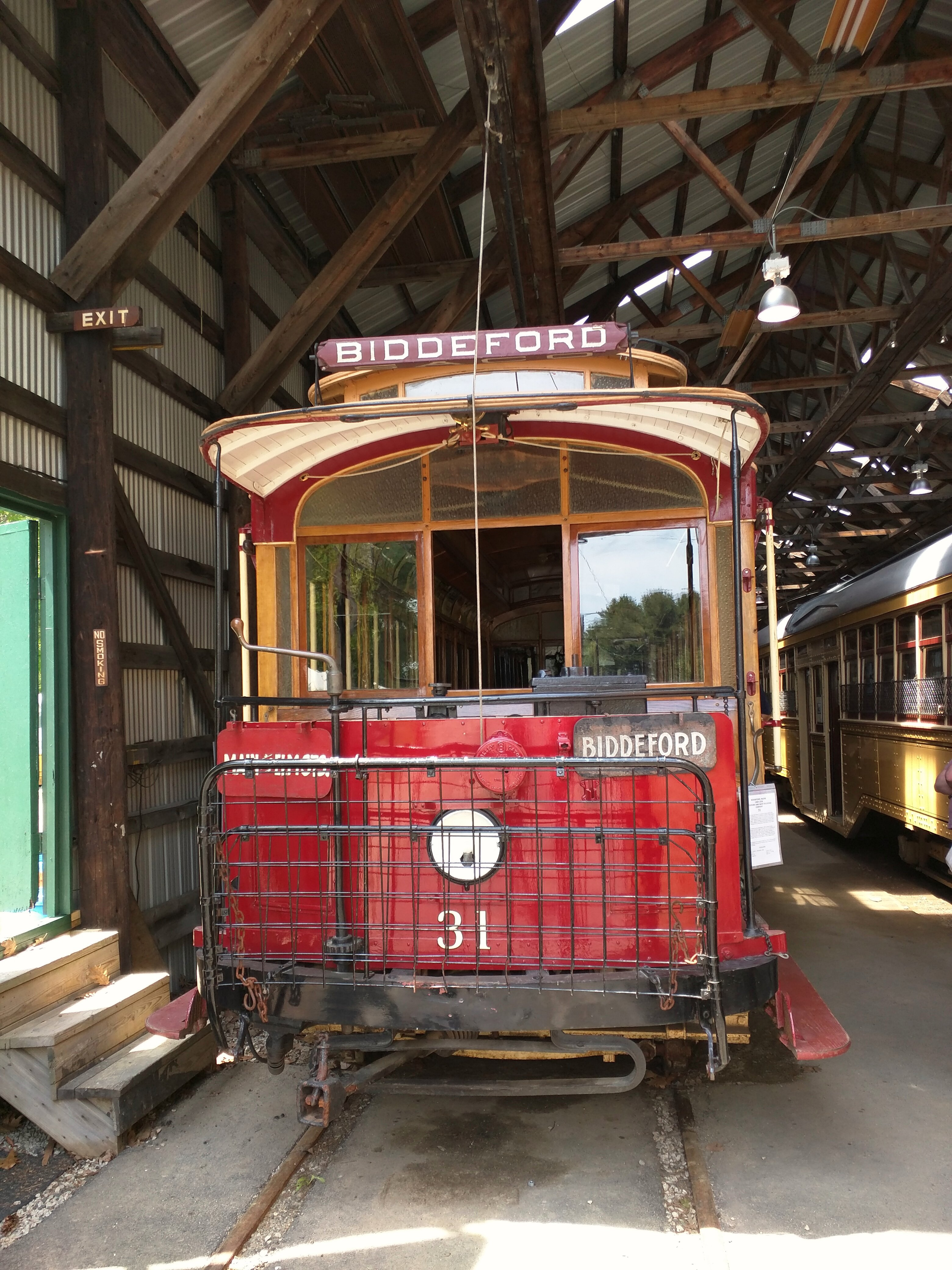
Трамвай номер 31, с которого началась история музея

Начальной точкой отсчёта в истории музея стал 1939 год, когда группа рейлфанов узнала, что оператор Biddeford and Saco Railroad начал покупать автобусы для замены трамваев. Больше и больше операторов общественного транспорта стали делать то же самое, посчитав, что автобусы достаточно надёжны и экономичны, чтобы заменять трамваи.
Рейлфаны решили узнать, нет ли возможности купить какой-нибудь трамвай, чтобы сохранить его для истории. Оператор готов был продать им трамвай номер 31 за почти символичную цену — 150 долларов. Однако, этот трамвай надо было сразу куда-нибудь увезти, так как местные законы запрещали использовать списанные трамваи в качестве бытовок, а любое средство общественного транспорта, стоявшее не на территории депо, автоматически считалось бытовкой. Особо нелепым был тот факт, что трамвай номер 31 был открытым трамваем со скамейками, непригодным для использования в качестве бытовки.
Был взят в аренду участок земли у фермы на Улице Бревенчатых Хижин на северной окраине городка Кеннебанкпорт, и купленный трамвай был привезён туда.
Примерно в то же время другая группа рейлфанов купила трамвай из Манчестера. Две группы объединились, и манчестерский трамвай был тоже привезён на территорию на Улице Бревенчатых Хижин.
Во время войны развитие музея было приостановлено, так как многие его работники ушли на фронт. Также во время войны в США был, так сказать, «малый трамвайный ренессанс», так как углеводородное топливо было в дефиците и направлялось в основном на нужды армии.
После войны трамваи стали заменять на автобусы с новыми силами, а коллекция музея, соответственно, стала быстро расти.
В пятидесятые у музея появился дизельный генератор, благодаря которому трамваи получили возможность ползать на собственной тяге. Трамвай номер 31 был перемещён в небольшой ангар для проведения реставрационных работ.
В 1980 году десять трамваев и прочих вагонов, находящихся в коллекции музея, внесли в Национальный реестр исторических мест под заголовком «Трамваи штата Мэн». Ими стал трамвай номер 31 а также другие трамваи, построенные либо работавшие на территории штата Мэн.
Большое количество трамваев, троллейбусов, поездов метро и даже автобусов, ранее работавших в Бостоне, в итоге оказались на территории музея.
Вплоть до своей смерти в 1987 году директором музея был выпускник Гарвардского университета Теодор Сантарелли, один из отцов-основателей музея.
К 2010 году у музея имелось более 250 разных трамваев и прочих вагонов. Большинство из них ранее работали в штате Мэн или в Массачусетсе, но есть также вагоны из других мест США, а также из Канады, Великобритании, Австралии, Японии, Германии и даже Венгрии. По иронии судьбы, автобус, заменивший трамвай номер 31 оператора  Biddeford and Saco Railroad, тоже в итоге оказался в коллекции музея. Он был отдан музею перевозчиком в качестве подарка.
Приморский трамвайно-троллейбусный музей продолжает пополнять свою коллекцию.

## Экспозиция

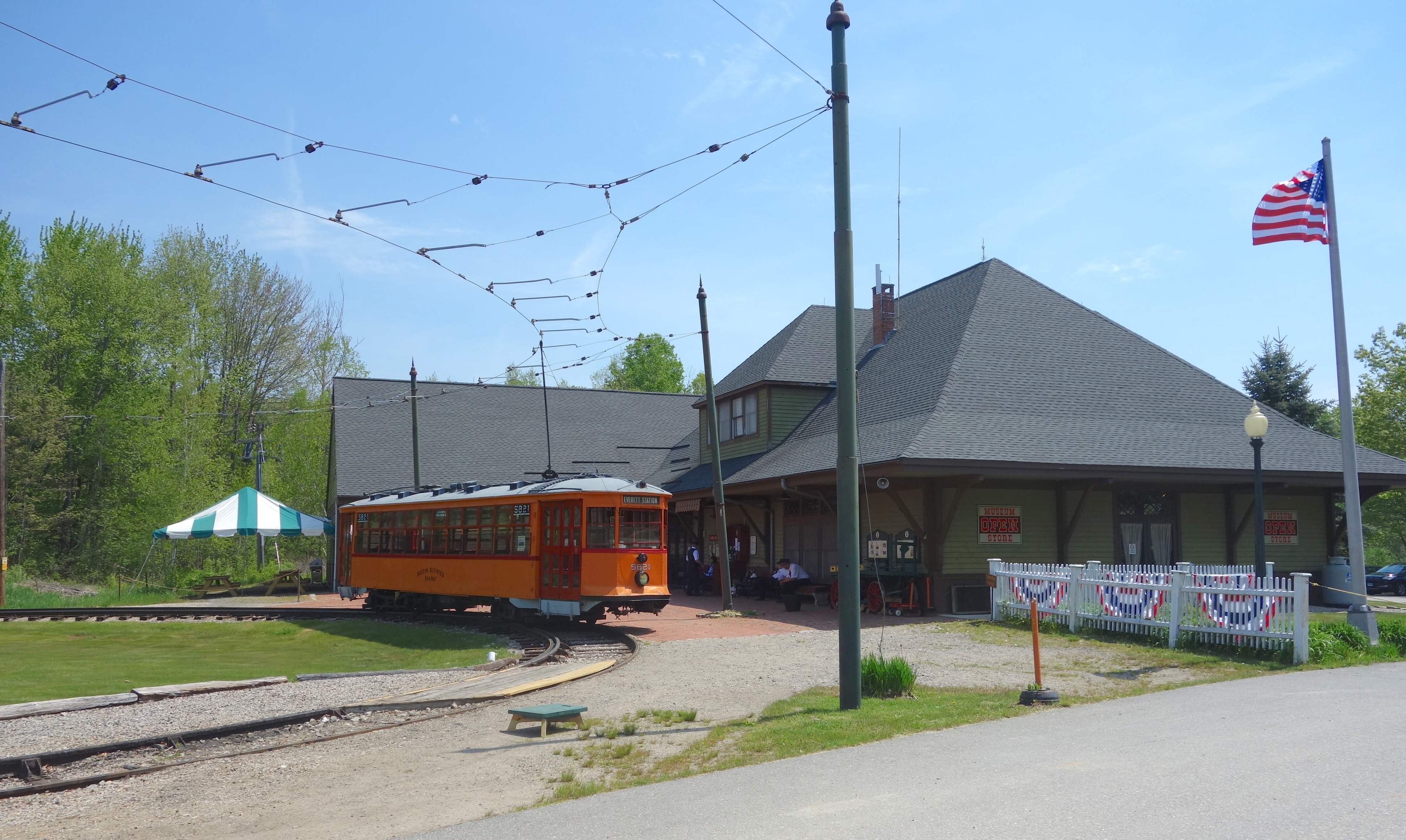
Центр Посетителей

Основное здание музея — это Центр посетителей. В нём находятся будка с билетами, музейный магазин с сувенирами, коллекция редких вышедших из печати книг и дисков, выставочный зал с экспонатами на тему городского электротранспорта, а также буфет.
Трамваи, прошедшие реставрацию, выставлены на обозрение в трёх ангарах. Над ремонтной мастерской имеется наблюдательная площадка, откуда можно смотреть на процесс реставрации трамваев. Старые трамваи, ожидающие реставрации, не показываются публике. Несколько трамваев, находящихся в рабочем состоянии, работают на двухкилометровой Атлантической Береговой Линии, которая идёт на север и заканчивается разворотным кольцом в глухом лесу.
С тех пор, как железнодорожная линия, позже ставшая Атлантической Береговой Линией, была заброшена в 1920 году, добровольцы музея восстановили от неё два километра.
Коллекция троллейбусов в музее состоит из экземпляров, собранных по всей Америке. Как минимум двадцать из них находятся в рабочем состоянии. В разное время как минимум шесть троллейбусов проходят реставрацию. Обсуждается возможность постройки музейного троллейбусного маршрута.
Музей также старается привлечь средства для постройки нового ангара для трамваев и библиотеки, а также для ремонта уже имеющихся зданий. В планах у музея продление путей до Биддефорда, чтобы открыть полноценный трамвайный маршрут с ретро-вагонами.

## Галерея

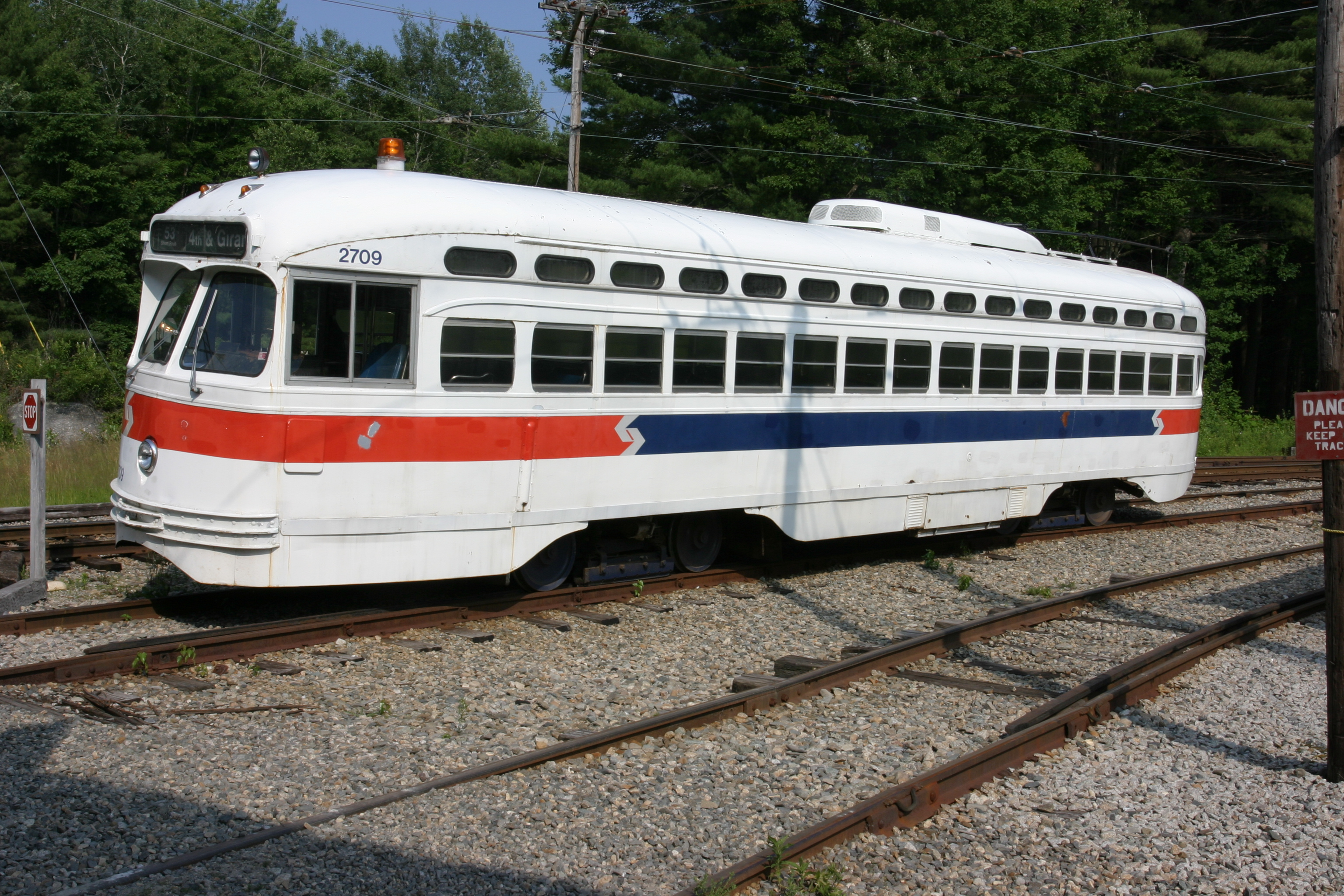
Трамвай PCC из Филадельфии
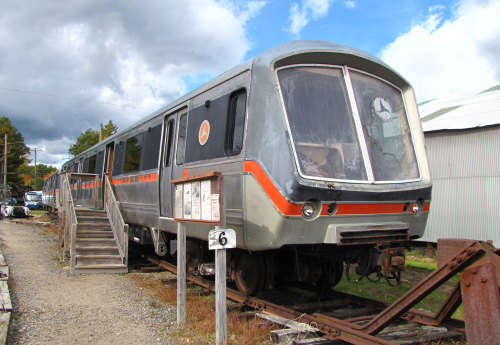
Уникальный метропоезд State of the Art Car
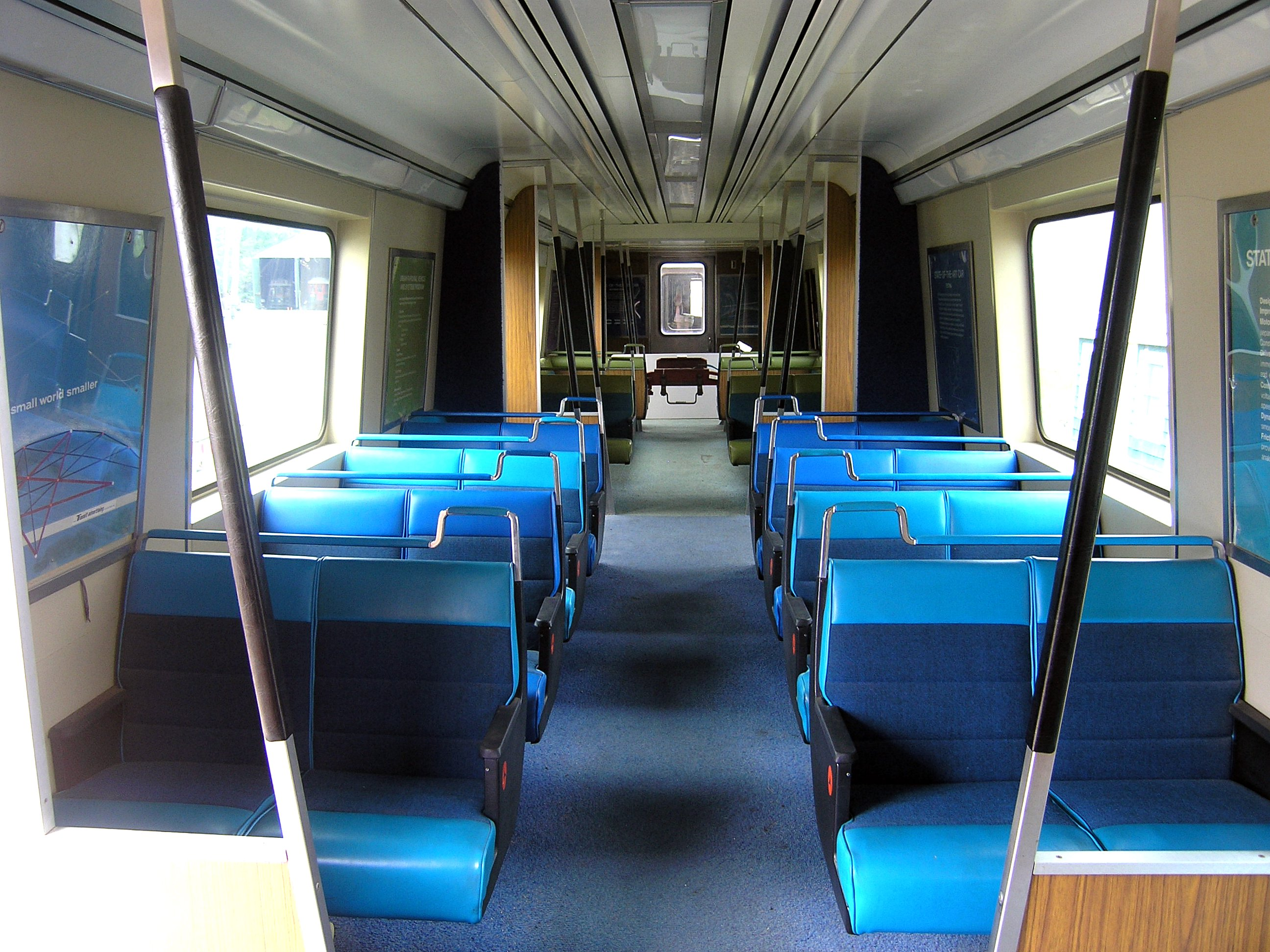
Интерьер поезда State of the Art Car
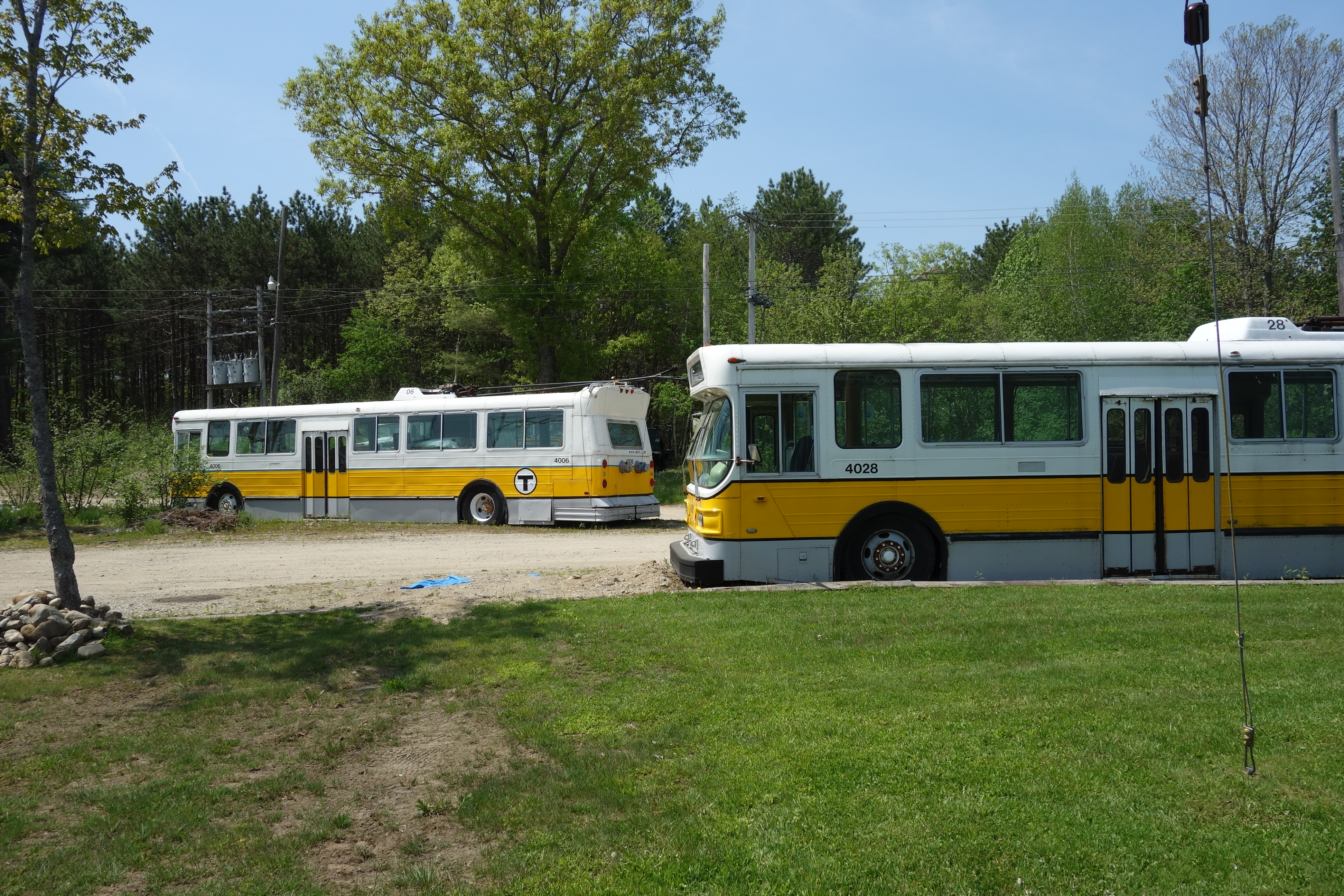
Троллейбусы Flyer E800 из Бостона
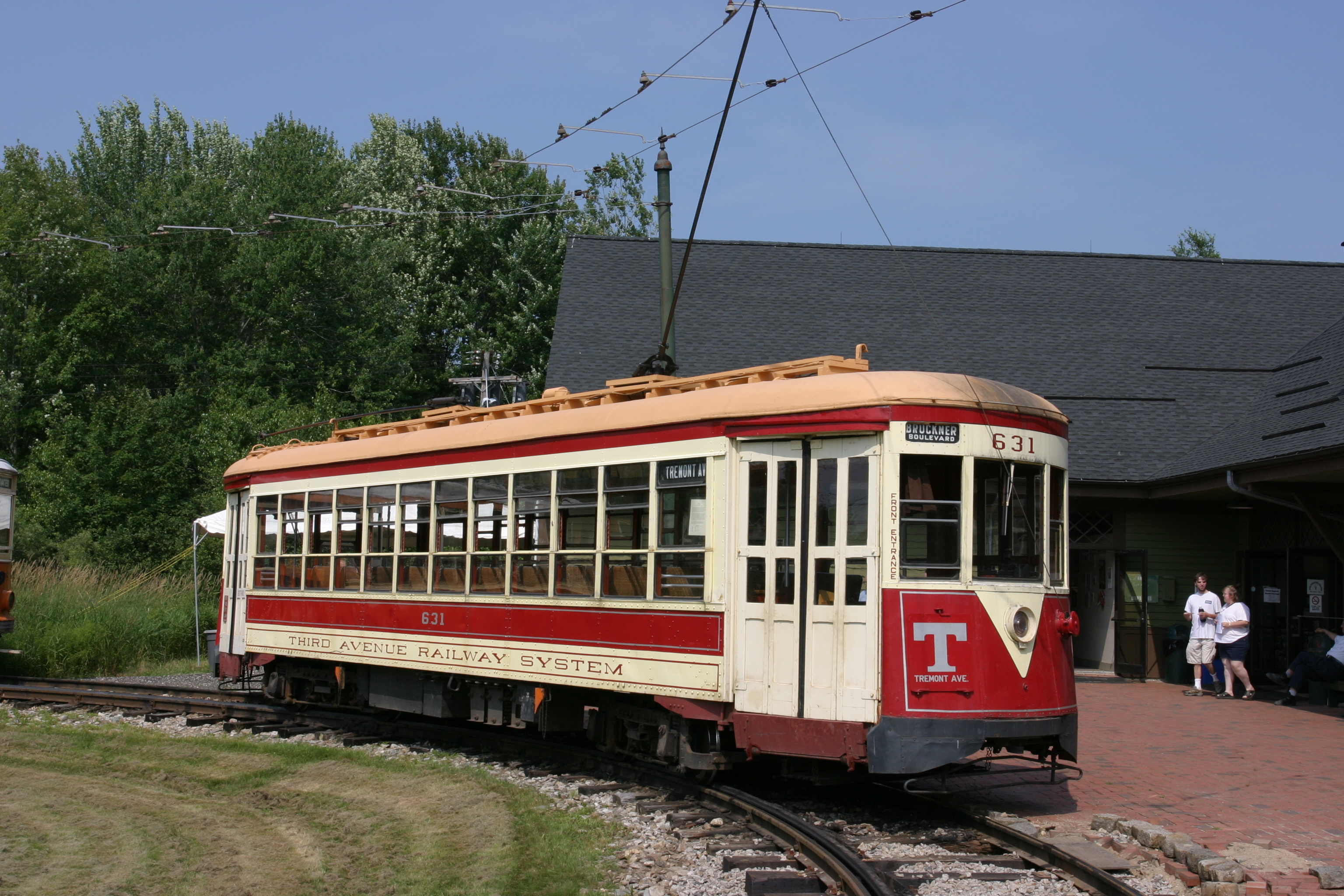
Трамвай с Третьего Авеню Нью-Йорка
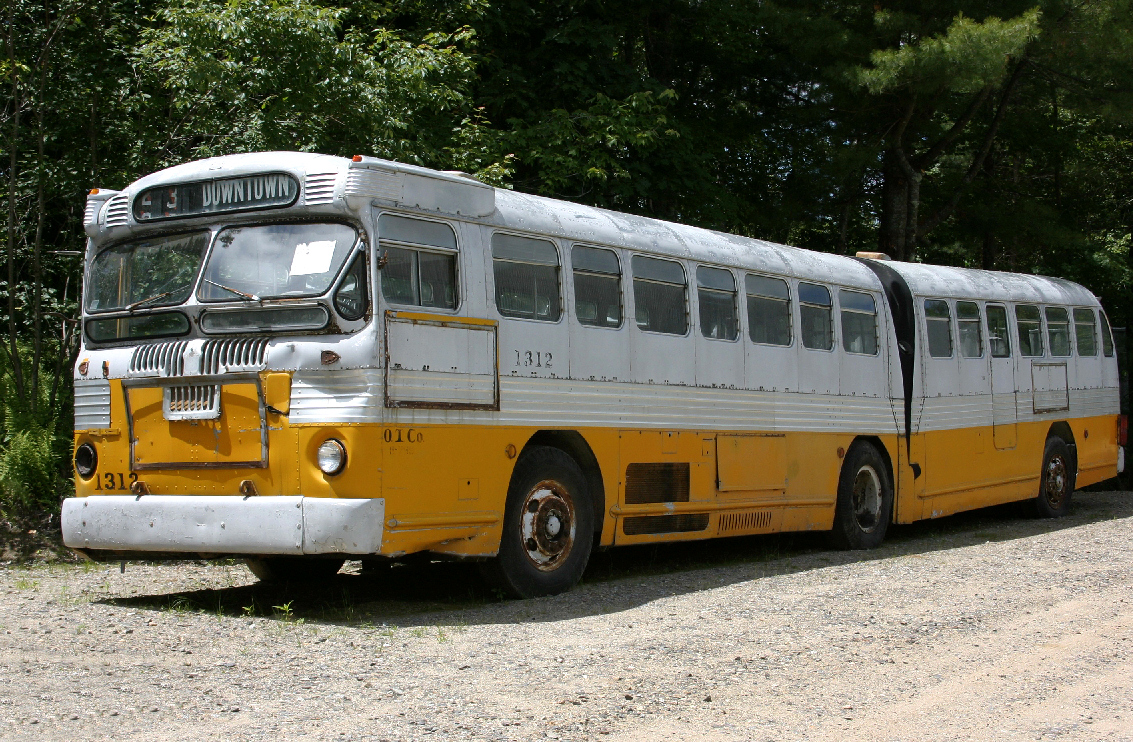
Уникальный сочленённый автобус Twin Coach 1947 года